# Keith Andrews (Rennfahrer)
Keith Andrews (* 19. Juni 1920 in Denver; † 15. Mai 1957 in Indianapolis) war ein US-amerikanischer Automobilrennfahrer.

## Karriere
Keith Andrews startete am 30. Mai 1955 vom 28. Startplatz in seine ersten 500 Meilen von Indianapolis, die damals auch zur Formel-1-Weltmeisterschaft zählten. In der 56. Runde verunglückte der AAA-National-Series-Star Bill Vukovich tödlich. Auch Keith Andrews konnte das Rennen nicht beenden: Ausfall nach 120 Runden mit Zündungsschaden. Ein Jahr später kam Andrews wieder nach Indianapolis, fiel jedoch erneut, diesmal nach einem Dreher in der 94. Runde, aus.
Beim Qualifikationswochenende für die 500 Meilen von Indianapolis 1957 verunglückte Keith Andrews im Alter von 36 Jahren tödlich.

## Statistik

### Einzelergebnisse in der Sportwagen-Weltmeisterschaft
| Saison | Team              | Rennwagen          | 1   | 2   | 3   | 4   | 5   | 6   | 7   |
| ------ | ----------------- | ------------------ | --- | --- | --- | --- | --- | --- | --- |
| 1953   | Hayes & McNamara  | Cadillac Series 62 | SEB | MIM | LEM | SPA | NÜR | RTT | CAP |
| 1953   | Hayes & McNamara  | Cadillac Series 62 |     |     |     | DNF |     |     |     |
| 1954   | Barry Motor Sales | Cadillac Series 62 | BUA | SEB | MIM | LEM | RTT | CAP |     |
| 1954   | Barry Motor Sales | Cadillac Series 62 |     |     | 11  |     |     |     |     |